# 33e cérémonie des César
La 33e cérémonie des César du cinéma, récompensant les films sortis en 2007, s'est déroulée le 22 février 2008 au théâtre du Châtelet.
Jean Rochefort en est le président, et Antoine de Caunes le maître de cérémonie (il l'avait déjà été entre 1996 et 1999). Cette édition est également diffusée en direct et en clair sur Canal+. Pour la première fois, la cérémonie a lieu un vendredi au lieu d'un samedi, pour éviter la concurrence du match France-Angleterre du Tournoi des Six Nations.
Les nominations ont été annoncées le vendredi 25 janvier 2008.

## Présentateurs et intervenants
Par ordre d'apparition.
- Jean Rochefort, président de la cérémonie
- Antoine de Caunes, présentateur de la cérémonie
- Alice Taglioni, remise du César du meilleur espoir masculin
- Mélanie Laurent, remise du César du meilleur court-métrage
- Léa Drucker et Emma de Caunes, remise du César du meilleur premier film
- Gilles Lellouche et Jean-Paul Rouve, remise du César de la meilleure musique
- Marie Gillain, remise du César des meilleurs costumes
- Fanny Ardant, remise du premier César d'honneur
- Vahina Giocante et Malik Zidi, remise du César du meilleur espoir féminin
- Élie Semoun, remise du César du meilleur son
- Élie Semoun, remise du César du meilleur décor
- Virginie Ledoyen, remise du César du meilleur acteur dans un second rôle
- Melvil Poupaud, remise du second César d'honneur
- Michel Houellebecq, remise du César de la meilleure adaptation
- Caterina Murino, remise du César du meilleur film étranger
- François-Xavier Demaison, remise du César de la meilleure actrice dans un second rôle
- Aïssa Maïga, remise du César du meilleur film documentaire
- Clotilde Courau, remise du César du meilleur scénario original
- Jean-Claude Van Damme et Louise Bourgoin, remise du César de la meilleure photographie
- Jean-Claude Van Damme et Louise Bourgoin, remise du César du meilleur montage
- Alain Delon, hommage à Romy Schneider
- Nathalie Baye et Édouard Baer, remise du César du meilleur réalisateur
- Marina Hands, remise du César du meilleur acteur
- Alain Delon, remise du César de la meilleure actrice
- Charlotte Rampling et Jean Rochefort, remise du César du meilleur film

## Palmarès et nominations

### Meilleur film français
- La Graine et le Mulet d'Abdellatif Kechiche, produit par Claude Berri
  - La Môme d'Olivier Dahan, 	produit par Alain Goldman
  - Persépolis de Marjane Satrapi et Vincent Paronnaud, produit par Marc-Antoine Robert, Xavier Rigault
  - Le Scaphandre et le Papillon de Julian Schnabel, produit par Jérôme Seydoux
  - Un secret de Claude Miller, produit par Yves Marmion

### Meilleur réalisateur
- Abdellatif Kechiche pour La Graine et le Mulet
  - Olivier Dahan pour La Môme
  - Claude Miller pour Un secret
  - Julian Schnabel pour Le Scaphandre et le Papillon
  - André Téchiné pour Les Témoins

### Meilleur acteur
- Mathieu Amalric pour le rôle de Jean-Dominique Bauby dans Le Scaphandre et le Papillon
  - Michel Blanc pour le rôle d'Adrien dans Les Témoins
  - Jean-Pierre Darroussin pour le rôle du jardinier "Dujardin" dans Dialogue avec mon jardinier
  - Vincent Lindon pour le rôle de Bertrand Liévain dans Ceux qui restent
  - Jean-Pierre Marielle pour le rôle de Salomon Bellinsky dans Faut que ça danse !

### Meilleure actrice
- Marion Cotillard pour le rôle d'Édith Piaf dans La Môme
  - Isabelle Carré pour le rôle de Anna M. dans Anna M.
  - Cécile de France pour le rôle de Tania dans Un secret
  - Marina Foïs pour le rôle de Catherine Nicolle, dite « Darling », dans Darling
  - Catherine Frot pour le rôle d'Odette Toulemonde dans Odette Toulemonde

### Meilleur acteur dans un second rôle
- Sami Bouajila pour le rôle de Mehdi dans Les Témoins
  - Pascal Greggory pour le rôle de Louis Barrier dans La Môme
  - Michael Lonsdale pour le rôle de Mathias Jüst dans La Question humaine
  - Fabrice Luchini pour le rôle de Monsieur Jourdain dans Molière
  - Laurent Stocker pour le rôle de Philibert Marquet de la Tubelière dans Ensemble, c'est tout

### Meilleure actrice dans un second rôle
- Julie Depardieu pour le rôle de Louise dans Un secret
  - Noémie Lvovsky pour le rôle de Nathalie dans Actrices
  - Bulle Ogier pour le rôle de Geneviève dans Faut que ça danse !
  - Ludivine Sagnier pour le rôle de Hannah dans Un secret
  - Sylvie Testud pour le rôle de Mômone dans La Môme

### Meilleur espoir masculin
- Laurent Stocker pour le rôle de Philibert Marquet de la Tubelière dans Ensemble, c'est tout
  - Nicolas Cazalé pour le rôle d'Antoine Sforza dans Le Fils de l'épicier
  - Grégoire Leprince-Ringuet pour le rôle d'Erwann dans Les Chansons d'amour
  - Johan Libéreau pour le rôle de Manu dans Les Témoins
  - Jocelyn Quivrin pour le rôle de Charlie dans 99 francs

### Meilleur espoir féminin
- Hafsia Herzi pour le rôle de Rym dans La Graine et le Mulet 
  - Louise Blachère pour le rôle d'Anne dans Naissance des pieuvres
  - Audrey Dana pour le rôle de Huguette dans Roman de gare
  - Adèle Haenel pour le rôle de Floriane dans Naissance des pieuvres
  - Clotilde Hesme pour le rôle d'Alice dans Les Chansons d'amour

### Meilleur scénario original
- La Graine et le Mulet – Abdellatif Kechiche
  - La Môme – Olivier Dahan
  - Two Days in Paris – Julie Delpy
  - Ceux qui restent – Anne Le Ny
  - Molière – Laurent Tirard et Grégoire Vigneron

### Meilleure adaptation
- Persépolis – Marjane Satrapi et Vincent Paronnaud (adapté de la bande dessinée homonyme de Marjane Satrapi)
  - Ensemble, c'est tout – Claude Berri (adapté du roman homonyme d'Anna Gavalda)
  - Le Scaphandre et le Papillon – Ronald Harwood (adapté du témoignage homonyme de Jean-Dominique Bauby)
  - Un secret – Natalie Carter et Claude Miller (adapté du roman homonyme de Philippe Grimbert)
  - Darling – Christine Carrière (adapté du roman homonyme de Jean Teulé)

### Meilleur décor
- La Môme – Olivier Raoux
  - Molière – Françoise Dupertuis
  - Le Deuxième Souffle – Thierry Flamand
  - Un secret – Jean-Pierre Kohut Svelko
  - Jacquou le Croquant – Christian Marti

### Meilleurs costumes
- La Môme – Marit Allen
  - Un secret – Jacqueline Bouchard
  - Le Deuxième Souffle – Corinne Jorry
  - Molière – Pierre-Jean Larroque
  - Jacquou le Croquant – Jean-Daniel Vuillermoz

### Meilleure photographie
- La Môme – Tetsuo Nagata
  - Le Deuxième Souffle – Yves Angelo
  - Un secret – Gérard de Battista
  - L'Ennemi intime – Giovanni Fiore Coltellacci
  - Le Scaphandre et le Papillon – Janusz Kaminski

### Meilleur montage
- Le Scaphandre et le Papillon – Juliette Welfling
  - La Graine et le Mulet – Ghalya Lacroix et Camille Toubkis
  - Un secret – Véronique Lange
  - La Môme – Richard Marizy et Yves Beloniak
  - Persépolis – Stéphane Roche

### Meilleur son
- La Môme – Laurent Zeilig, Pascal Villard, Marc Doisne et Jean-Paul Hurier
  - L'Ennemi intime – Antoine Deflandre, Germain Boulay et Eric Tisserand
  - Les Chansons d'amour – Guillaume Le Braz, Valérie Deloof, Agnès Ravez et Thierry Delor
  - Persépolis – Thierry Lebon, Eric Chevallier et Samy Bardet
  - Le Scaphandre et le Papillon – Jean-Paul Mugel, Francis Wargnier et Dominique Gaborieau

### Meilleure musique écrite pour un film
- Les Chansons d'amour – Alex Beaupain
  - Persépolis – Olivier Bernet
  - L'Ennemi intime – Alexandre Desplat
  - Un secret – Zbigniew Preisner
  - Faut que ça danse ! – Archie Shepp

### Meilleur premier film
- Persépolis, de Marjane Satrapi et Vincent Paronnaud
  - Ceux qui restent, d'Anne Le Ny
  - Et toi t'es sur qui ?, de Lola Doillon
  - Naissance des pieuvres, de Céline Sciamma
  - Tout est pardonné, de Mia Hansen-Love

### Meilleur film documentaire
- L'Avocat de la terreur, de Barbet Schroeder
  - Les Animaux amoureux, de Laurent Charbonnier
  - Les Lip, l'imagination au pouvoir, de Christian Rouaud
  - Le Premier Cri de Gilles de Maistre
  - Retour en Normandie, de Nicolas Philibert

### Meilleur court-métrage
- Le Mozart des pickpockets, de Philippe Pollet-Villard
  - Deweneti, de Dyana Gaye
  - Premier Voyage, de Grégoire Sivan
  - La Promenade, de Marina de Van
  - Rachel, de Frédéric Mermoud

### Meilleur film étranger
- La Vie des autres (Das Leben der Anderen), de Florian Henckel von Donnersmarck •  Allemagne
  - 4 mois, 3 semaines, 2 jours (4 luni, 3 săptămâni și 2 zile), de Cristian Mungiu •  Roumanie
  - De l'autre côté (Auf der anderen Seite ou Yaşamın Kıyısında), de Fatih Akin •  Turquie/ Allemagne
  - La nuit nous appartient (We Own the Night), de James Gray •  États-Unis
  - Les Promesses de l'ombre (Eastern Promises), de David Cronenberg •  Canada/ États-Unis/ Royaume-Uni

### César d'honneur
- Roberto Benigni
- Jeanne Moreau (qui avait déjà reçu un César d'honneur en 1995)
- Romy Schneider, à titre posthume (Alain Delon demande à l'assemblée de se lever et d'applaudir)

## Récompenses et nominations multiples

### Nominations multiples
11 : La Môme, Un secret
7 : Le Scaphandre et le Papillon
6 : Persépolis
5 : La Graine et le Mulet
4 : Les Chansons d'amour, Molière, Les Témoins
3 : Ceux qui restent, Le Deuxième Souffle, L'Ennemi intime, Ensemble, c'est tout, Faut que ça danse !, Naissance des pieuvres
2 : Darling, Jacquou le Croquant

### Récompenses multiples
5 / 11 : La Môme
4 / 5 : La Graine et le Mulet
2 / 7 : Le Scaphandre et le Papillon
2 / 6 : Persépolis